# Wohnanlage Orpheus und Eurydike
Die Wohnanlage Orpheus und Eurydike befindet sich in München und wurde 1973 nach Plänen von Jürgen Freiherr von Gagern, Udo von der Mühlen und Peter Ludwig im Stil des Brutalismus errichtet.

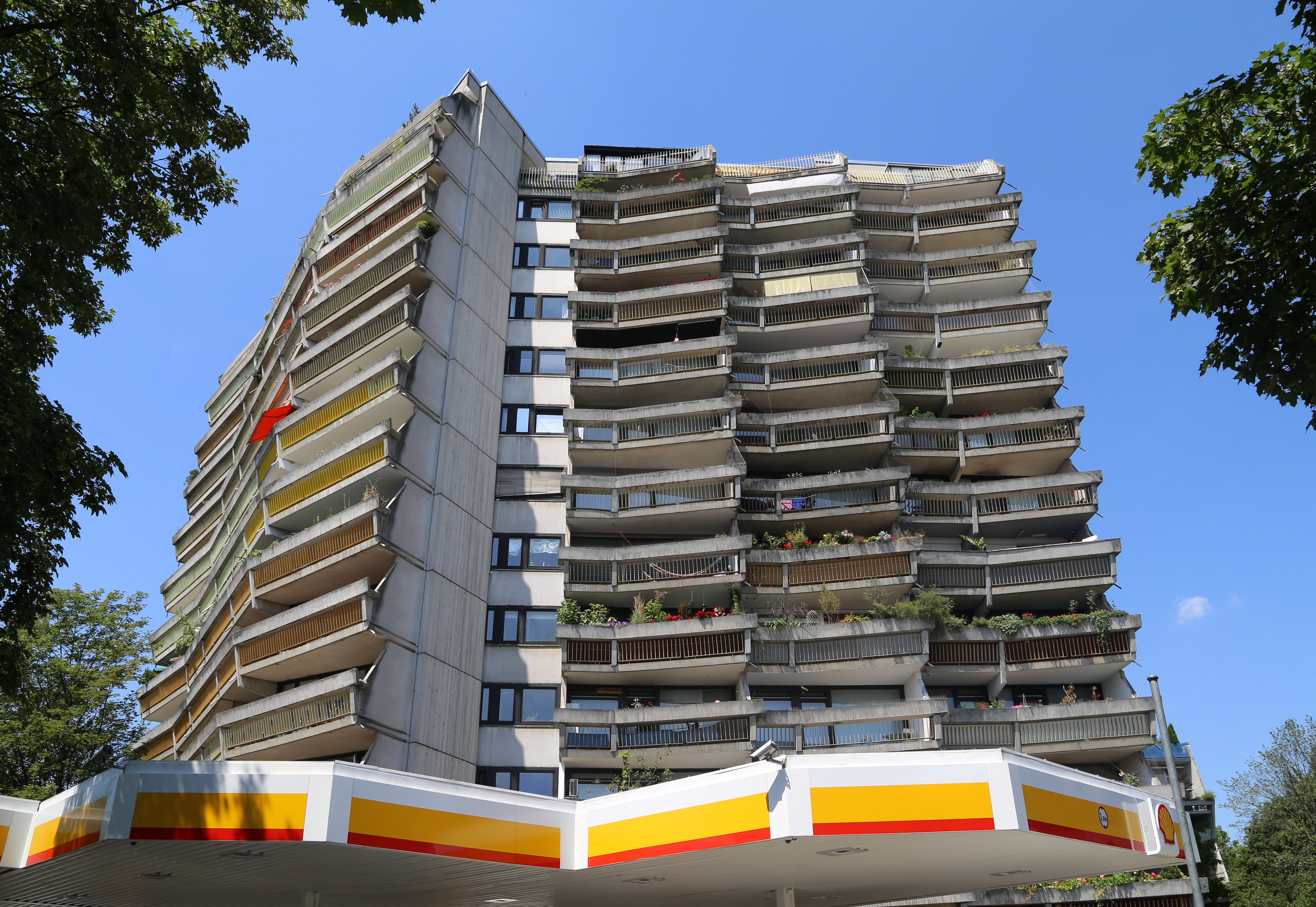
Orpheus

## Lage
Die beiden Wohnhochhäuser befinden sich im Stadtteil Schwabing in der Soxhletstraße 4, 6 und in der Ungererstraße 65.

## Geschichte
Die Wohnhäuser wurden in Plattenbauweise mit teils starkem Sichtbetonrelief zwischen 1971 und 1973 errichtet. Die Wohnanlage umfasst neben den privaten Wohnungen eine Tankstelle und eine Gaststätte.

## Architektur
Orpheus
Das Orpheus-Haus ist ein 13-geschossiges Hochhaus und besitzt einen schiefwinkligen Grundriss mit geknickten Balkonen. Die Wohnungen sind in 10 verschiedenen Typen unterteilt. Dem Haus ist eine Tankstellenüberdachung vorgelagert.
Eurydike
Der neungeschossige Bau ist in zwei schiefwinklig zueinander angeordneten Flügeln mit einem dazwischen gesetzten Treppen- und Aufzugsturm aufgeteilt. Vor- und Rücksprünge, tiefe Balkons mit unterschiedlichen Größen gliedern die Fassade. Wohnungen sind als Maisonettes angelegt. Die Erschließungsflächen sind farblich betont.
Gartenanlage
Die Wege sind gekurvt und gerundet geführt mit teils dicht, teils in Rabatten angeordneten Bepflanzungen.

## Projektbeteiligte
- Architekten:[3] Jürgen Freiherr von Gagern, Udo von der Mühlen, Peter Ludwig
- Gartenarchitekt:[3] Gottfried Hansjakob
- Farbkünstler:[3] Eva von Gagern-Hübsch

## Denkmal
Die Wohnanlage wurde 2019 unter Denkmalschutz gestellt und ist im Denkmalatlas des Bayerischen Landesamtes für Denkmalpflege und in der Liste der Baudenkmäler in Schwabing eingetragen.

## Zitat
Mathias Pfeil, Leiter des Bayerischen Landesamtes für Denkmalpflege:

„Die Wohnanlage hat große geschichtliche Bedeutung. Sie ist das erste große Wohnbauprojekt in Schwabing nach dem Zweiten Weltkrieg und steht in enger Verbindung mit dem Wachstum der Stadt, das durch die Olympischen Spiele 1972 ausgelöst wurde.“